# Poison (песня Элиса Купера)
«Poison» («Яд») — песня американского певца и музыканта Элиса Купера с его альбома 1989 года Trash. Также вышла как первый сингл с этого альбома.

## История
Песня «Poison» была написана Элисом Купером вместе с Дезмондом Чайлдом, известным хитмейкером, десятью годами ранее написавшим вместе с участниками группы Kiss песню «I Was Made For Lovin’ You», а в середине 1980-х вместе с участниками группы Bon Jovi — принёсшие ей огромную популярность песни «You Give Love a Bad Name» и «Livin’ on a Prayer».
Песня вышла как сингл и стала популярной. В США она поднялась до 7 места в чарте Billboard Hot 100, повторив тогдашний максимальный результат Элиса Купера в этой стране — до этого до 7 места поднималась его песня «School’s Out». В Великобритании же сингл в песней «Poison» добрался до 2 места.
Видеоклип к песне «Poison» был первым клипом Элиса Купера, получившим ротацию на телеканале MTV. В результате певец стал намного более известен среди молодого поколения и многие его стали считать своим.

## Текст песни и композиция
Как пишет сайт Songfacts, "[в] этой песне Купер поёт о девушке, которая на него плохо влияет, но он не может устоять перед её чарами. В песне есть элемент садизма, поскольку Элис поёт: «Я хочу сделать тебе больно просто для того, чтобы услышать как ты вопишь моё имя».